# Duguwolowula
Duguwolowula est une commune rurale malienne de l'arrondissement de Touba dans le cercle de Banamba, la région de Koulikoro, elle a pour chef-lieu la localité de Touba.

## Villages
La commune s'étend sur 29 localités relevées lors du recensement général de 2009. 
Les villages les plus peuplés sont :
- Touba Coura (14 311 habitants) ;
- Kerouane (5 321 habitants) ;
- N'Tiélé (2 027 habitants).